# Eilidh McIntyre
Eilidh Jane McIntyre (* 4. Juni 1994 in Winchester) ist eine britische Seglerin.

## Erfolge
Eilidh McIntyre wurde in der 470er Jolle mit Hannah Mills zunächst 2017 in Thessaloniki Zweite und 2018 in Aarhus Dritte bei Weltmeisterschaften, ehe den beiden 2019 in Enoshima der Titelgewinn gelang. Bei Europameisterschaften belegte McIntyre mit Sophie Weguelin 2013 in Formia und 2015 in Aarhus jeweils den dritten sowie mit Hannah Mills 2019 in Sanremo und 2021 in Vilamoura jeweils den zweiten Platz.
Bei den 2021 ausgetragenen Olympischen Spielen 2020 in Tokio ging McIntyre ebenfalls mit Hannah Mills in der 470er-Klasse an den Start. Sie gewannen zwei der ersten zehn Wettfahrten und belegten in fünf weiteren den dritten Platz, womit ihnen bereits ein siebter Platz im abschließenden Medal Race zum Gewinn der Goldmedaille genügte. Sie beendeten das Rennen auf Rang fünf und wurden mit 38 Gesamtpunkten vor den Polinnen Agnieszka Skrzypulec und Jolanta Ogar sowie Camille Lecointre und Aloïse Retornaz aus Frankreich mit jeweils 54 Punkten Olympiasiegerinnen.
Ihr Vater Michael McIntyre wurde bei den Olympischen Spielen 1988 in Seoul im Starboot ebenfalls Olympiasieger.